# William W. Morrow
William W. Morrow, född 15 juli 1843 i Wayne County i Indiana, död 24 juli 1929 i San Francisco i Kalifornien, var en amerikansk republikansk politiker och jurist. Han var ledamot av USA:s representanthus 1885–1891.
Morrow deltog i amerikanska inbördeskriget i nordstatsarmén, studerade juridik och inledde 1869 sin karriär som advokat i San Francisco. År 1885 efterträdde han Pleasant B. Tully som kongressledamot och efterträddes 1891 av John T. Cutting.
Morrow tjänstgjorde länge som domare i en federal domstol. Han avled 1929 och gravsattes på begravningsplatsen Cypress Lawn Memorial Park i Colma i Kalifornien.